# Margot Käßmann
Margot Käßmann nata Schulze (Marburgo, 3 giugno 1958) è una teologa e vescova luterana tedesca.

## Biografia
È stata per dieci anni vescova della Chiesa protestante di Hannover. Il 28 ottobre 2009 venne eletta presidente del Consiglio dei vescovi della Evangelische Kirche in Deutschland, la chiesa protestante tedesca. A essa fanno riferimento circa 25 milioni di fedeli in Germania e 22 chiese regionali. Succedeva a Wolfgang Huber, vescovo di Berlino, andato in pensione.
Madre di quattro figlie, è stata sposata con il pastore protestante Eckhardt Käßmann, dal quale è divorziata dal 2007.
La sua nomina ha suscitato la reazione negativa di Cirillo I, patriarca di Mosca e di tutte le Russie, che ha annullato la sua visita prevista nel 2009 in occasione della celebrazione del cinquantenario della ripresa del dialogo fra la Chiesa evangelica in Germania e la Chiesa ortodossa russa.
Nella notte del 23 febbraio 2010, Käßmann è stata fermata alla guida di un'auto in seguito a un'infrazione al codice della strada. L'esame del sangue ha fornito come risultato un tasso alcolico di 1,54 per mille, superiore alla soglia dell'1,1 per mille, oltre la quale, in Germania, è prevista la denuncia penale. Il giorno seguente, il 24 febbraio, Käßmann ha dato le dimissioni da tutti gli incarichi ecclesiastici, dichiarando: "La sera di sabato scorso ho commesso un grave errore, del quale sono profondissimamente pentita. Ma anche se me ne pento [...] non posso e non voglio negare che sia l'incarico sia la mia autorità come vescova regionale e come presidente del consiglio risultano danneggiati". Con riferimento al detto del Siracide (37,17) "Radice dei pensieri è il cuore", ha spiegato: "Il mio cuore mi dice inequivocabilmente: non posso rimanere nell'incarico con la necessaria autorità". Il portavoce della chiesa regionale ha espresso il rispetto della chiesa per la decisione di Käßmann, giudicando le sue dimissioni una sensibile perdita, dato l'eccellente lavoro da lei svolto.